# Время Армагеддона
«Время Армагеддона» (англ. Armageddon Time) — художественный фильм режиссёра Джеймса Грэя. Главные роли в фильме исполнят Энтони Хопкинс и Энн Хэтэуэй. Премьера фильма состоялась 19 мая 2022 года на Каннском кинофестивале. Выход фильма в широкий прокат состоялся 28 октября 2022 года.

## Синопсис
В основе сюжета фильма личные воспоминания режиссёра о том времени, когда он учился в одной школе с будущим президентом США Дональдом Трампом. Директором школы в то время был его отец Фред Трамп. Последний станет центральной фигурой в этой истории.

## В ролях
- Майкл Бэнкс Репета — Пол Графф
- Энн Хэтэуэй — Эстер Графф
- Энтони Хопкинс — Аарон Графф
- Джереми Стронг — Ирвинг Графф
- Джейлин Уэбб — Джонни
- Райан Селл — Тед Графф
- Дейн Уэст — Топпер Лоуэлл
- Эндрю Полк — мистер Тёркелтауб
- Това Фелдшу — Микки Графф
- Джейкоб Маккиннон — Эдгар Романелли
- Доменик Ломбардоцци
- Джон Дил — Фред Трамп
- Джессика Честейн — Мэриэнн Трамп

## Производство и премьера
О начале работы над проектом стало известно 16 мая 2019 года. Джеймс Грей напишет сценарий и выступит режиссёром фильма «Время Армагеддона» Кейт Бланшетт получила роль в мае 2020 года, Грей заявил, что все её сцены будут сняты за три дня, включая длинный монолог. В следующем месяце к актёрскому составу присоединились Роберт Де Ниро, Оскар Айзек, Дональд Сазерленд и Энн Хэтэуэй. Съёмки планировалось провести в Нью-Йорке, как только последствия пандемии COVID-19 станут минимальными.
Съёмки фильма начались в октябре 2021 года в Нью-Джерси. Первоначально предполагалось, что съёмки начнутся в начале 2021 года. 12 октября 2021 года стало известно, что Энтони Хопкинс и Джереми Стронг присоединились к Майклу Бэнксу Репету, Джейлин Уэбб и Райаноу Селлу, сформировав новый актёрский состав фильма. К моменту начала производства Бланшетт, Де Ниро, Айзек и Сазерленд уже покинули съёмки фильма.
Премьера фильма состоялась 19 мая 2022 года на Каннском кинофестивале. Выход фильма в широкий прокат состоялся 28 октября 2022 года.

## Критика
На сайте Rotten Tomatoes фильм имеет рейтинг 90 % основанный на 42 отзывах, со средней оценкой 7.0/10. На Metacritic средневзвешенная оценка составляет 74 из 100 на основе 19 рецензий, что указывает на «в целом благоприятные отзывы».